# Anthophora aegyptiaca
Anthophora aegyptiaca är en biart som först beskrevs av Dalla Torre och Heinrich Friese 1895.  Den ingår i släktet pälsbin och familjen långtungebin. Inga underarter finns listade i Catalogue of Life.

## Beskrivning
Pälsen är övervägande grå på svart botten, med svart päls på tergiterna (ovansidans bakkroppssegment) 3 till 4 och med vita tvärband på bakkanterna hos tergiterna 1 till 4. Hanen har gult ansikte, medan honan endast har mindre gula markeringar på mundelarna. Hanen blir 15 till 17 mm lång, honan 16 till 17 mm.

## Ekologi
Arten är vinteraktiv och flyger mellan augusti och april. Som alla i släktet är arten ett solitärt bi och en skicklig flygare som föredrar torrare klimat.

## Utbredning
Arten förekommer i Egypten, där den är vanlig i centrala och södra delarna av landet, samt i Israel.